# Aliatypus coylei
Espèce
Aliatypus coylei est une espèce d'araignées mygalomorphes de la famille des Antrodiaetidae.

## Distribution
Cette espèce est endémique de Californie aux États-Unis,. Elle se rencontre dans le Sud de la California Coast Ranges.

## Étymologie
Cette espèce est nommée en l'honneur de Frederick A. Coyle.

## Publication originale
- Hedin & Carlson, 2011 : A new trapdoor spider species from the southern Coast Ranges of California (Mygalomorphae, Antrodiaetidae, Aliatypus coylei, sp. nov,), including consideration of mitochondrial phylogeographic structuring. Zootaxa, no 2963, p. 55–68.